# Ghanim Al Muftah
Ghanim Muhammad Al-Muftah (en arabe : غانم محمد المفتاح), né le 5 mai 2002, est un entrepreneur, youtubeur et philanthrope qatari. En 2017, il est le plus jeune entrepreneur du Qatar à 15 ans.

## Biographie

### Enfance, études et débuts
Ghanim naît le 5 mai 2002. Il fait des études collégiales en sciences politiques pour être diplomate. Il est également un hafiz du Coran.
Il est le fondateur de Gharissa Ice Cream, une entreprise basée au Qatar qui exerce dans le domaine des crèmes glacées. En 2018, il fait une allocution au TEDxQatarUniversity.

### Sports
Ghanim pratique plusieurs activités de sport telles que la natation, la plongée sous-marine, le football, la randonnée et le skateboard. Il gravit la montagne Jebel Shams, le plus haut sommet de la région du Golfe.

### Maladie
Ghanim est atteint du syndrome de régression caudale.

## Coupe du monde 2022
Ghanim est ambassadeur de la Coupe du monde de football 2022. Il fait la une de la cérémonie d'ouverture aux côtés de Morgan Freeman,.

## Vie associative
Avec l’aide de sa famille, Ghanim crée l’association Ghanim qui se spécialise dans le don de fauteuils roulants aux personnes dans le besoin.
En 2014, il est ambassadeur pour la paix de l’émir du Koweït Sheikh Sabah Al-Ahmad Al-Sabah et ambassadeur pour l’humanité Brand Ambassador Qatar Financial Center Autorité. Il est également ambassadeur de la bonté et de l’humanité par la Qatar Regulatory Authority for Charitable Activities (RACA) et ambassadeur des champions du monde paralympiques d’athlétisme 2015. 

## Distinctions
- 2017 : Jeune Entrepreneur, Fondation Takreem[6],[7]
- 2009 : Unsung Heroes from 21st Century[1]